# D. Boon
D. Boon, właściwie Dennes Dale Boon (ur. 1 kwietnia 1958 w San Pedro, zm. 22 grudnia 1985 w Tucson) – amerykański muzyk, wokalista, autor tekstów i gitarzysta, współzałożyciel zespołu Minutemen, wcześniej aktywny na scenie muzycznej jako członek formacji The Reactionaries.
Został umieszczony na 89. miejscu listy 100 najlepszych gitarzystów wszech czasów magazynu Rolling Stone.

## Życiorys

### Młodość
Dennes Boon urodził się w San Pedro na przedmieściach Los Angeles w stanie Kalifornia 1 kwietnia 1958. Ojciec muzyka, weteran wojenny, był konserwatorem pracującym w serwisie Buick (m.in. montował tam radia). Rodzina Boon mieszkała w starych powojennych barakach zaadaptowanych na publiczne schronisko. Jako nastolatek Boon zaczął malować, podpisując swoje prace „D. Boon”, gdyż „D.” było potocznym określeniem marihuany; ponadto pseudonim pochodził od Daniela Boone’a i E. Blooma, wokalisty i gitarzysty formacji Blue Öyster Cult.

### Minutemen
Boon założył Minutemen w styczniu 1980 wraz z kolegą ze szkoły, basistą Mikiem Wattem, zespół miał być kontynuacją dokonań artystycznych amatorskiego zespołu The Reactionaries, rozwiązanego pod koniec 1979. Do muzyków w lipcu 1980 dołączył były perkusista The Reactionaries, George Hurley.
Za najbardziej wartościowy album zespołu uważa się Double Nickels on the Dime, na którym według obserwatorów D. Boon doszedł do perfekcji w sferze pisania tekstów i grania na gitarze. Boon udzielał się we wszystkich nagraniach zespołu.

### Śmierć
22 grudnia 1985 D. Boon zginął w wypadku samochodowym na trasie I-10 w pobliżu Tucson w Arizonie, tuż przy granicy stanu Kalifornia. Muzyk cierpiał na gorączkę i ból głowy, dlatego w momencie wypadnięcia samochodu z drogi leżał na tylnym siedzeniu pojazdu nieprzypięty pasami bezpieczeństwa. Gitarzysta wypadł przez tylne drzwi i zginął na miejscu z powodu złamania kręgosłupa. Minutemen został natychmiastowo po śmierci Boona rozwiązany, niemniej Watt i Hurley weszli w następnym roku w skład grupy Firehose. 2 lata po śmierci Boona, w 1987, wydany został album koncertowy Ballot Result.

## Dyskografia
- The Punch Line (1981)
- What Makes a Man Start Fires? (1983)
- The Politics of Time (1984)
- Double Nickels on the Dime (1984)
- 3-Way Tie (For Last) (1985)